# بیتلی، نورفک
بیتلی، نورفک (به انگلیسی: Beetley) یک روستا و محله مدنی در بریتانیا است که در نورفک واقع شده‌است. بیتلی ۱۱٫۰۲ کیلومتر مربع مساحت و ۱٬۳۹۶ نفر جمعیت دارد.